# Aryan Nations
Aryan Nations (en français : « Nations aryennes ») est une organisation extrémiste raciste chapeautant plusieurs mouvements prônant le suprémacisme blanc aux États-Unis. Elle est considérée en 2001 par le FBI comme une « menace terroriste »  alors que le Projet Megiddo un peu plus ancien la désigne comme potentiellement violente.

## Histoire
Aryan Nations est créée aux États-Unis en 1974 par Richard G. Butler (ingénieur en aéronautique à la retraite, qui porte le titre de révérend) et est basée à Hayden Lake, dans l'Idaho. Elle se place dans la mouvance de Christian Identity, et dans la catégorie des mouvements suprémacistes blancs (pronant la supériorité des blancs, plus particulièrement chrétiens, sur les autres races).
On estime le nombre de ses activistes de 200 à 500 et le nombre de ses sympathisants de 6 000 à 15000. Le mouvement entretient des contacts réguliers avec le Ku Klux Klan aux États-Unis et au Canada et l'Aryan Brotherhood.
Il existe d'autres appellations :
- Church of Christian Aryan Nations ;
- Church of Jesus Christ Christian.

Après des déboires financiers (un procès coûta à l'organisation 6,3 millions de dollars en dommages et intérêts en septembre 2000), Aryan Nations s'est divisé en trois groupes. August Kreis III et Charles Juba deviennent les leaders d'une scission en Pennsylvanie, Ray Redfeairn et Morris Gulett créent un nouveau groupe, l'Église des fils de YHVH/Légion des Saints (Church of the Sons of YHVH/Legion of Saints), tandis que la section de l'Idaho suit la pensée de Butler, mort en 2004, en revendiquant l'appellation Église de Jésus-Christ-Chrétien (Church of Jesus Christ-Christian) sous la direction de Gerald O'Brien.
Plusieurs groupes issus de l'organisation verseront dans le terrorisme : The Order (actif entre 1982 et 1984), l'Armée républicaine aryenne (qui commet 22 attaques à main armée en 1994 et 1995 en vue de constituer des dépôts d'armes).
En 1993, l'incident de Ruby Ridge, dont le principal protagoniste est Randy Weaver, proche de membres de l'Aryan Nation, cause plusieurs morts.

## Ses principes
Les principes fondateurs de Christian Identity sont :
- Jésus-Christ n'était pas juif, mais aryen ;
- les Tribus perdues d'Israël étaient composées d'aryens ;
- le « peuple élu » est le peuple anglo-saxon ;
- l'Amérique est la « Terre promise ».

Après les attentats du 11 septembre 2001, Nations aryennes exprime son soutien au terrorisme djihadiste et appelle à un « djihad aryen » contre le « système tyrannique judaïque », ce qui la rend précurseure du djihad blanc.